# Vlag van Ulestraten

Vlag van de gemeente Ulestraten
(1968-1982)

De vlag van Ulestraten is op 18 april 1968 bij raadsbesluit vastgesteld als de gemeentelijke vlag van de gemeente Ulestraten in de Nederlandse provincie Limburg. Het ontwerp was van de Stichting voor Banistiek en Heraldiek. Sinds 1 januari 1982 is de vlag niet langer als gemeentevlag in gebruik nadat de gemeente Ulestraten opging in de gemeente Meerssen. De vlag kan als volgt worden beschreven:
Rood, met zwart zesspaaks wiel dat naar de broeking is verschoven, gesneden door een wit zwaard met een geel gevest, allemaal van 4/5 vlaghoogte.

## Verwante afbeelding

Wapen van Ulestraten

Ambt Montfort 
· Amby 
· Arcen en Velden 
· Baexem 
· Beegden 
· Belfeld 
· Bemelen 
· Berg en Terblijt 
· Bocholtz 
· Born 
· Broekhuizen 
· Cadier en Keer 
· Echt 
· Eijsden 
· Elsloo 
· Eygelshoven 
· Geleen 
· Grathem 
· Grubbenvorst 
· Haelen 
· Heel 
· Heel en Panheel 
· Heer 
· Helden 
· Herten
· Heythuysen 
· Hoensbroek 
· Horn 
· Horst 
· Hulsberg 
· Hunsel 
· Kessel 
· Klimmen 
· Limbricht 
· Linne 
· Maasbracht 
· Maasbree 
· Margraten 
· Meerlo-Wanssum 
· Meijel 
· Melick en Herkenbosch 
· Montfort 
· Munstergeleen 
· Neer 
· Nieuwenhagen 
· Nieuwstadt 
· Nuth 
· Ohé en Laak 
· Onderbanken 
· Ottersum 
· Posterholt 
· Roggel 
· Roggel en Neer 
· Schaesberg 
· Schinnen 
· Sevenum 
· Sint Odiliënberg 
· Sittard 
· Stevensweert 
· Stramproy 
· Susteren 
· Swalmen 
· Tegelen 
· Thorn 
· Ubach over Worms 
· Ulestraten 
· Urmond 
· Valkenburg-Houthem 
· Vlodrop 
· Wessem 
· Wittem